# Kristián August Holštýnsko-Gottorpský
Kristián August Holštýnsko-Gottorpský (11. ledna 1673 – 24. dubna 1726) byl členem vedlejší větve vládnoucího vévodského rodu Holštýnsko-Gottorpských, který se stal knížetem z Eutinu, knížetem-biskupem z Lübecku a regentem Holštýnsko-gottorpského vévodství.
Byl otcem švédského krále Adolfa I. Fridricha a dědečkem z matčiny strany ruské carevny Kateřiny II. Veliké.

## Biografie
Byl mladším synem vévody z Holštýnska-Gottorpu Kristiána Albrechta a princezny Frederiky Amálie Dánské, dcery krále Frederika III. Dánského. Jeho starší bratr, Fridrich IV., se po jejich otci stal vládcem vévodství a Kristián August v roce 1695 dostal malé léno Eutin, načež získal titul vévody z Holštýnska-Eutinu. Kromě toho byl v roce 1701 jmenován koadjutorem Lübecku, luteránského říšského stavu v rámci Svaté říše římské, a díky úsilí jeho rodiny byl 26. dubna 1706 zvolen biskupem.
Jeho nejstarší bratr zemřel v roce 1702. Jeho jediným dědicem byl jeho nezletilý syn Karel Fridrich. Od roku 1702 do roku 1708 byl tak Kristián August se svou ovdovělou švagrovou Hedvikou Žofií Švédskou spoluregentem Karla Fridricha. Po její smrti v roce 1708 se Kristián August stal jediným regentem po severní válce zpustošeného Holštýnska-Gottorpu.

### Manželství a potomci
Kristián August se 2. září 1704 oženil se svou sestřenicí markraběnou Albertinou Frederikou Bádensko-Durlašskou (3. července 1682 – 26. prosince 1755), se kterou měl deset dětí:
- Hedvika Žofie Augusta Holštýnsko-Gottorpská (9. října 1705 – 4. října 1764), abatyše z Herfordu (1750–1764).
- Karel August Holštýnsko-Gottorpský (26. listopadu 1706 – 31. května 1727), zasnoubený s budoucí ruskou carevnou Alžbětou, ale zemřel ještě před svatbou.
- Frederika Amálie Holštýnsko-Gottorpská (12. ledna 1708 – 19 ledna 1782), jeptiška v Quedlinburgu.
- Anna Holštýnsko-Gottorpská (3. února 1709 – 2. února 1758), provdaná za prince Viléma Sasko-Gothajsko-Altenburského, bratra Augusty Sasko-Gothajské, matky Jiřího III. Britského (1701–1771); bez potomků.
- Adolf Fridrich Holštýnsko-Gottorpský, švédský král (14. května 1710 – 12. dubna 1771). V roce 1743 byl jmenován švédským korunním princem a na trůn nastoupil v roce 1751 jako Adolf I. Fridrich.
- Frederik August Holštýnsko-Gottorpský, vévoda z Oldenburku (20. září 1711 – 6. července 1785). Původně byl biskupem v Lübecku a poté, co se jeho bratr přestěhoval do Švédska, zdědil také Eutin. V roce 1773 v rámci rodinné dohody také získal nové vévodství Oldenburg sestávající z Oldenburského a Delmenhorstského hrabství.
- Johana Alžběta (24. října 1712 – 30. května 1760), provdaná za knížete z Anhalt-Zerbstu Kristiána Augusta, byla matkou ruské carevny Kateřiny II. Veliké.
- Vilém Kristián Holštýnsko-Gottorpský (20. září 1716 - 26. června 1719), zemřel v dětství.
- Frederik Konrád Holštýnsko-Gottorpský (12. března 1718 - 1719), zemřel v dětství.
- Jiří Ludvík Holštýnsko-Gottorpský (16. března 1719 – 7. září 1763). Jeho syn Petr zdědil Oldenburské vévodství po svém bezdětném bratranci, synovi Frederika Augusta.

## Předkové
|                                       |                                          |  |                     |                                 |  |  |  |  |  |  |  | Adolf I. Holštýnsko-Gottorpský |
|                                       |                                          |  |                     |                                 |  |  |  |  |  |  |  |                                |
|                                       | Jan Adolf Šlesvicko-Holštýnsko-Gotorpský |  |                     |                                 |  |  |  |  |  |  |  |                                |
|                                       |                                          |  |                     |                                 |  |  |  |  |  |  |  |                                |
|                                       |                                          |  |                     | Kristýna Hesenská               |  |  |  |  |  |  |  |                                |
|                                       |                                          |  |                     |                                 |  |  |  |  |  |  |  |                                |
|                                       | Fridrich III. Holštýnsko-Gottorpský      |  |                     |                                 |  |  |  |  |  |  |  |                                |
|                                       |                                          |  |                     |                                 |  |  |  |  |  |  |  |                                |
|                                       |                                          |  |                     | Frederik II. Dánský             |  |  |  |  |  |  |  |                                |
|                                       |                                          |  |                     |                                 |  |  |  |  |  |  |  |                                |
|                                       | Augusta Dánská                           |  |                     |                                 |  |  |  |  |  |  |  |                                |
|                                       |                                          |  |                     |                                 |  |  |  |  |  |  |  |                                |
|                                       |                                          |  |                     | Žofie Meklenburská              |  |  |  |  |  |  |  |                                |
|                                       |                                          |  |                     |                                 |  |  |  |  |  |  |  |                                |
|                                       | Kristián Albrecht Holštýnsko-Gottorpský  |  |                     |                                 |  |  |  |  |  |  |  |                                |
|                                       |                                          |  |                     |                                 |  |  |  |  |  |  |  |                                |
|                                       |                                          |  |                     | Kristián I. Saský               |  |  |  |  |  |  |  |                                |
|                                       |                                          |  |                     |                                 |  |  |  |  |  |  |  |                                |
|                                       | Jan Jiří I. Saský                        |  |                     |                                 |  |  |  |  |  |  |  |                                |
|                                       |                                          |  |                     |                                 |  |  |  |  |  |  |  |                                |
|                                       |                                          |  |                     | Žofie Braniborská               |  |  |  |  |  |  |  |                                |
|                                       |                                          |  |                     |                                 |  |  |  |  |  |  |  |                                |
|                                       | Marie Alžběta Saská                      |  |                     |                                 |  |  |  |  |  |  |  |                                |
|                                       |                                          |  |                     |                                 |  |  |  |  |  |  |  |                                |
|                                       |                                          |  |                     | Albrecht Fridrich Pruský        |  |  |  |  |  |  |  |                                |
|                                       |                                          |  |                     |                                 |  |  |  |  |  |  |  |                                |
|                                       | Magdalena Sibylla Pruská                 |  |                     |                                 |  |  |  |  |  |  |  |                                |
|                                       |                                          |  |                     |                                 |  |  |  |  |  |  |  |                                |
|                                       |                                          |  |                     | Marie Eleonora Klevská          |  |  |  |  |  |  |  |                                |
|                                       |                                          |  |                     |                                 |  |  |  |  |  |  |  |                                |
| Kristián August Holštýnsko-Gottorpský |                                          |  |                     |                                 |  |  |  |  |  |  |  |                                |
|                                       |                                          |  |                     |                                 |  |  |  |  |  |  |  |                                |
|                                       |                                          |  | Frederik II. Dánský |                                 |  |  |  |  |  |  |  |                                |
|                                       |                                          |  |                     |                                 |  |  |  |  |  |  |  |                                |
|                                       | Kristián IV. Dánský                      |  |                     |                                 |  |  |  |  |  |  |  |                                |
|                                       |                                          |  |                     |                                 |  |  |  |  |  |  |  |                                |
|                                       |                                          |  |                     | Žofie Meklenburská              |  |  |  |  |  |  |  |                                |
|                                       |                                          |  |                     |                                 |  |  |  |  |  |  |  |                                |
|                                       | Frederik III. Dánský                     |  |                     |                                 |  |  |  |  |  |  |  |                                |
|                                       |                                          |  |                     |                                 |  |  |  |  |  |  |  |                                |
|                                       |                                          |  |                     | Jáchym Fridrich Braniborský     |  |  |  |  |  |  |  |                                |
|                                       |                                          |  |                     |                                 |  |  |  |  |  |  |  |                                |
|                                       | Anna Kateřina Braniborská                |  |                     |                                 |  |  |  |  |  |  |  |                                |
|                                       |                                          |  |                     |                                 |  |  |  |  |  |  |  |                                |
|                                       |                                          |  |                     | Kateřina Braniborsko-Küstrinská |  |  |  |  |  |  |  |                                |
|                                       |                                          |  |                     |                                 |  |  |  |  |  |  |  |                                |
|                                       | Frederika Amálie Dánská                  |  |                     |                                 |  |  |  |  |  |  |  |                                |
|                                       |                                          |  |                     |                                 |  |  |  |  |  |  |  |                                |
|                                       |                                          |  |                     | Vilém Brunšvicko-Lüneburský     |  |  |  |  |  |  |  |                                |
|                                       |                                          |  |                     |                                 |  |  |  |  |  |  |  |                                |
|                                       | Jiří Brunšvicko-Lüneburský               |  |                     |                                 |  |  |  |  |  |  |  |                                |
|                                       |                                          |  |                     |                                 |  |  |  |  |  |  |  |                                |
|                                       |                                          |  |                     | Dorothea Dánská                 |  |  |  |  |  |  |  |                                |
|                                       |                                          |  |                     |                                 |  |  |  |  |  |  |  |                                |
|                                       | Žofie Amálie Brunšvická                  |  |                     |                                 |  |  |  |  |  |  |  |                                |
|                                       |                                          |  |                     |                                 |  |  |  |  |  |  |  |                                |
|                                       |                                          |  |                     | Ludvík V. Hesensko-Darmstadtský |  |  |  |  |  |  |  |                                |
|                                       |                                          |  |                     |                                 |  |  |  |  |  |  |  |                                |
|                                       | Anna Eleonora Hesensko-Darmstadtská      |  |                     |                                 |  |  |  |  |  |  |  |                                |
|                                       |                                          |  |                     |                                 |  |  |  |  |  |  |  |                                |
|                                       |                                          |  |                     | Magdalena Braniborská           |  |  |  |  |  |  |  |                                |
|                                       |                                          |  |                     |                                 |  |  |  |  |  |  |  |                                |